# Klassik-Rock-Nacht
Die Klassik-Rock-Nächte waren Konzertveranstaltungen des Münchner Musikers, Dirigenten und Komponisten Eberhard Schoener, die zwischen 1980 und 1985 fünfmal in Zusammenarbeit mit dem Bayerischen Rundfunk stattfanden. Die bis zu sechsstündigen Konzerte wurden jeweils live im Fernsehen übertragen, meist europaweit im Rahmen der Eurovision.
Dem ursprünglich klassisch ausgebildeten Schoener war es nach eigenem Bekunden schon immer ein Anliegen "Musik als Gesamtkunstwerk zu sehen und nicht als Teile begrenzter Möglichkeiten". So versuchte er bereits in den 1960er Jahren in seiner Reihe "Klassik ohne Frack" die konventionellen Grenzen zwischen E- und U-Musik aufzubrechen – aus dieser Idee entwickelte sich schließlich die Klassik-Rock-Nacht.

## Die Veranstaltungen
| Datum         | Ort                                                                  | Teilnehmende Künstler (u. a.) | Orchester                           | Besonderheiten |
| ------------- | -------------------------------------------------------------------- | --- | ----------------------------------- | --- |
| 12.11.1980    | Circus Krone Bau, München                                            | Gary Brooker, Jon Anderson, Andy Mackay, Darryl Way, Mike Batt, Peter Michael Hamel, Esther Ofarim                                      | Pro Musica Orchester                | |
| 09.12.1981    | Circus Krone Bau, München                                            | John Miles, Tangerine Dream, Orchestral Manoeuvres in the Dark, Sparks, Esther Ofarim, Information (mit Joachim Kühn & George Kochbeck) | Orchester des Bayerischen Rundfunks | |
| 09.12.1982    | Rudi Sedlmayer Halle, München                                        | Klaus Nomi, Gary Brooker, Ultravox, Lucio Dalla, Trio, Mike Oldfield, Hazel O’Connor, Zara-Thustra                                      | Pro Musica Orchester München        | |
| 15.11.1983    | Zirkuszelt des Circus Atlas, München                                 | Eddy Grant, Jack Bruce, Ian Anderson, Incantation und Fela Kuti                                                                         | Orchester des Bayerischen Rundfunks | |
| Dezember 1985 | Gelände der Weltausstellung in Tsukuba (Japan) & BMW Museum, München | Nina Hagen, Gary Brooker, Nicolas Economou                                                                                              | New Japan Philharmonic Orchestra    | Erstes Satelliten-Live-Konzert mit Musikern in Japan und München, die gleichzeitig und zusammen über Satellit musizierten |